# Eugenia serrei
Eugenia serrei är en myrtenväxtart som beskrevs av Ignatz Urban. Eugenia serrei ingår i släktet Eugenia och familjen myrtenväxter. Inga underarter finns listade i Catalogue of Life.